# BMW 132
BMW 132 är en niocylindrig flygmotor av stjärntyp tillverkad av BMW under 1930- och 1940-talen.

## Varianter
- 132A 533 kW
- 132Dc 625 kW
- 132De 647 kW
- 132J/K 706 kW
- 132N 636 kW
- 132T 537 kW